# San Martino di Lupari 2021-2022
Questa voce raccoglie le informazioni riguardanti l'A.S.D. San Martino di Lupari nelle competizioni ufficiali della stagione 2021-2022.

## Stagione
La stagione 2021-2022 della Fila San Martino di Lupari è stata la nona consecutiva che ha disputato in Serie A1 femminile.

## Verdetti stagionali
- Serie A1: (29 partite)

stagione regolare: 8º posto su 14 squadre (13-13);
play-off: sconfitta ai quarti di finale da Schio (0-2).
- Coppa Italia: (1 partita)

sconfitta ai quarti di finale da Schio (63-79).

## Roster
| Fila San Martino di Lupari | Fila San Martino di Lupari |
| Giocatrici                 | Staff tecnico              |
| -------------------------- | -------------------------- |

| 1  | Stati Uniti (bandiera) | A  | Shae Kelley            | 1991 | 185 cm |  |  |
| 2  | Italia (bandiera)      | PG | Anna Fontana           | 2004 | 168 cm |  |  |
| 3  | Italia (bandiera)      | PG | Irene Guarise          | 2003 | 166 cm |  |  |
| 4  | Italia (bandiera)      | G  | Veronica Antonello     | 2003 | 175 cm |  |  |
| 5  | Italia (bandiera)      | A  | Marcella Filippi (C)   | 1985 | 186 cm |  |  |
| 7  | Italia (bandiera)      | PG | Ilaria Milazzo         | 1994 | 172 cm |  |  |
| 8  | Italia (bandiera)      | A  | Giorgia Mini           | 2004 | 185 cm |  |  |
| 9  | Italia (bandiera)      | PG | Giulia Ianezic         | 2000 | 180 cm |  |  |
| 10 | Italia (bandiera)      | G  | Sofia Frigo            | 2004 | 174 cm |  |  |
| 10 | Lettonia (bandiera)    | AC | Karlīne Pilābere       | 1990 | 186 cm |  |  |
| 11 | Italia (bandiera)      | A  | Silvia Pastrello       | 2001 | 180 cm |  |  |
| 13 | Italia (bandiera)      | PG | Francesca Romana Russo | 1996 | 178 cm |  |  |
| 15 | Stati Uniti (bandiera) | G  | Chelsea Mitchell       | 1997 | 175 cm |  |  |
| 16 | Italia (bandiera)      | A  | Sofia Taeko Varaldi    | 2003 | 188 cm |  |  |
| 17 | Italia (bandiera)      | A  | Arianna Arado          | 2004 | 186 cm |  |  |
| 19 | Italia (bandiera)      | G  | Alice Peserico         | 2002 | 173 cm |  |  |
| 20 | Italia (bandiera)      | A  | Daba Diakhoumpa        | 2005 | 188 cm |  |  |

| Allenatore                                                                               |
| - Lorenzo Serventi                                                                       |
| Assistente/i                                                                             |
| - Marco Turi Legenda - (C) Capitano - Infortunato Roster Aggiornato al: 24 febbraio 2022 |

## Risultati

### Coppa Italia
| Arbitri: | Michele Centonza (Grottammare) Irene Frosolini (Grosseto) Giammario Mignogna (Chieti) |

|                |          |                   |
| DeShields 20   | Punti    | 18 Milazzo        |
| Gruda, Laksa 4 | Assist   | 3 Kelley, Milazzo |
| Andrè 9        | Rimbalzi | 11 Pastrello      |

## Statistiche

### Statistiche di squadra
| Competizione | Punti | In casa | In casa | In casa | In casa | In casa | In trasferta | In trasferta | In trasferta | In trasferta | In trasferta | Totale | Totale | Totale | Totale | Totale | Totale |
| Competizione | Punti | G       | V       | P       | Ptf     | Pts     | G            | V            | P            | Ptf          | Pts          | G      | V      | P      | Ptf    | Pts    | Diff.  |
| ------------ | ----- | ------- | ------- | ------- | ------- | ------- | ------------ | ------------ | ------------ | ------------ | ------------ | ------ | ------ | ------ | ------ | ------ | ------ |
| Serie A1     | 26    | 13      | 8       | 5       | 927     | 885     | 13           | 5            | 8            | 874          | 877          | 26     | 13     | 13     | 1801   | 1762   | +39    |
| Play-off     |       | 1       | 0       | 1       | 56      | 86      | 1            | 0            | 1            | 67           | 76           | 2      | 0      | 2      | 123    | 162    | -39    |
| Coppa Italia |       | 1       | 0       | 1       | 63      | 79      | -            | -            | -            | -            | -            | 1      | 0      | 1      | 63     | 79     | -16    |
| Totale       |       | 15      | 8       | 7       | 1046    | 1050    | 14           | 5            | 9            | 941          | 953          | 29     | 13     | 16     | 1987   | 2003   | -16    |

### Statistiche delle giocatrici
Campionato (stagione regolare e play-off)
| Giocatrice             | Partite | Partite | Min. | Pun | Tiri da 2 | Tiri da 2 | Tiri da 2 | Tiri da 3 | Tiri da 3 | Tiri da 3 | Tiri Liberi | Tiri Liberi | Tiri Liberi | Rimbalzi | Rimbalzi | Rimbalzi | Palle | Palle | Stopp. | Stopp. | Ass | Falli | Falli | Val. |
| Giocatrice             | Pr      | PG      | Min. | Pun | R         | T         | %         | R         | T         | %         | R           | T           | %           | D        | O        | T        | P     | R     | S      | D      | Ass | F     | S     | Val. |
| ---------------------- | ------- | ------- | ---- | --- | --------- | --------- | --------- | --------- | --------- | --------- | ----------- | ----------- | ----------- | -------- | -------- | -------- | ----- | ----- | ------ | ------ | --- | ----- | ----- | ---- |
| Veronica Antonello     | 13      | 7       | 17   | 4   | 2         | 3         | 67        | 0         | 2         | 0         |             |             |             |          | 1        | 1        | 2     |       |        |        |     | 2     |       | -2   |
| Arianna Arado          | 28      | 17      | 89   | 13  | 4         | 9         | 44        | 1         | 10        | 10        | 2           | 4           | 50          | 12       | 7        | 19       | 8     | 2     |        | 2      | 1   | 9     | 2     | 6    |
| Daba Diakhoumpa        | 10      | 4       | 8    | 0   |           |           |           |           |           |           | 0           | 2           | 0           |          |          |          |       |       |        |        |     | 1     | 1     | -2   |
| Marcella Filippi       | 28      | 28      | 713  | 136 | 11        | 36        | 31        | 38        | 124       | 31        |             |             |             | 46       | 15       | 61       | 31    | 19    | 2      | 3      | 31  | 53    | 13    | 66   |
| Anna Fontana           | 10      | 4       | 9    | 4   | 2         | 2         | 100       |           |           |           |             |             |             | 1        |          | 1        | 1     |       |        |        |     |       |       | 4    |
| Sofia Frigo            | 11      | 4       | 6    | 0   |           |           |           |           |           |           |             |             |             |          |          |          | 1     |       |        |        |     |       |       | -1   |
| Irene Guarise          | 28      | 25      | 360  | 97  | 25        | 51        | 49        | 12        | 38        | 32        | 11          | 21          | 52          | 23       | 4        | 27       | 23    | 12    | 4      |        | 25  | 40    | 26    | 58   |
| Giulia Ianezic         | 1       | 1       | 12   | 0   | 0         | 2         | 0         | 0         | 1         | 0         |             |             |             |          | 3        | 3        |       | 3     | 1      |        | 1   | 1     |       | 2    |
| Shae Kelley            | 28      | 28      | 1009 | 527 | 182       | 381       | 48        | 14        | 56        | 25        | 121         | 192         | 63          | 250      | 83       | 333      | 99    | 81    | 8      | 13     | 103 | 69    | 166   | 735  |
| Ilaria Milazzo         | 23      | 22      | 658  | 269 | 61        | 136       | 45        | 37        | 93        | 40        | 36          | 39          | 92          | 66       | 17       | 83       | 42    | 30    | 5      |        | 54  | 64    | 59    | 250  |
| Giorgia Mini           | 9       | 3       | 7    | 3   |           |           |           | 1         | 1         | 100       | 0           | 2           | 0           |          |          |          | 1     |       |        |        | 1   |       | 1     | 2    |
| Chelsea Mitchell       | 28      | 28      | 848  | 339 | 115       | 265       | 43        | 23        | 82        | 28        | 40          | 56          | 71          | 91       | 61       | 152      | 51    | 59    | 14     | 2      | 46  | 68    | 57    | 297  |
| Silvia Pastrello       | 28      | 28      | 898  | 270 | 76        | 183       | 42        | 21        | 88        | 24        | 55          | 79          | 70          | 86       | 50       | 136      | 51    | 44    | 10     | 3      | 37  | 77    | 71    | 225  |
| Alice Peserico         | 20      | 15      | 115  | 15  | 7         | 24        | 29        | 0         | 7         | 0         | 1           | 4           | 25          | 6        | 2        | 8        | 4     | 6     |        |        | 3   | 10    | 2     | -7   |
| Karline Pilābere       | 26      | 26      | 406  | 69  | 21        | 77        | 27        | 4         | 20        | 20        | 15          | 20          | 75          | 50       | 32       | 82       | 25    | 21    | 4      | 4      | 14  | 49    | 17    | 52   |
| Francesca Romana Russo | 15      | 15      | 426  | 173 | 29        | 88        | 33        | 26        | 71        | 37        | 37          | 50          | 74          | 34       | 17       | 51       | 20    | 6     | 2      |        | 25  | 29    | 56    | 143  |
| Sofia Taeko Varaldi    | 20      | 13      | 69   | 5   | 2         | 2         | 100       | 0         | 4         | 0         | 1           | 2           | 50          | 11       | 1        | 12       | 7     | 4     |        | 1      |     | 7     | 3     | 6    |